# Cupressina sandwichensis
Cupressina sandwichensis là một loài Rêu trong họ Hypnaceae. Loài này được (Hook. & Arn.) Müll. Hal. mô tả khoa học đầu tiên năm 1896.